# Snowflake Airlines
Pour les articles homonymes, voir Snowflake.
Snowflake Airlines était une compagnie aérienne à bas coûts, du groupe danois et suédois Scandinavian Airlines System ou SAS.